# Grön vänster
Grön vänster (nederländska: GroenLinks) är ett politiskt parti i Nederländerna som företräder gröna, socialistiska och feministiska idéer. Partiet bildades den 1 mars 1989 genom en sammanslagning av Radikala politiska partiet, Pacifistiska socialistpartiet, Nederländernas kommunistiska parti och Evangeliska folkpartiet. Partierna hade efter Europaparlamentsvalet 1989 bildat en gemensam allians kallad Regnbågen (Regenboog).
Grön vänster hade 2008 fyra ledamöter i den första kammaren i Nederländernas parlament, sju i andra kammaren och två mandat i Europaparlamentet. I Europaparlamentet tillhör partiet Gruppen De gröna/Europeiska fria alliansen. Gruppledare var vid parlamentsvalet 2010 Femke Halsema, men i slutet av 2010 blev Jolande Sap gruppledare. 
I parlamentsvalen har partiet en valteknisk samverkan med Arbetarpartiet, som inleddes under regeringsförhandlingarna 2021–2022 som en motkraft till regeringen.

## Ledande företrädare

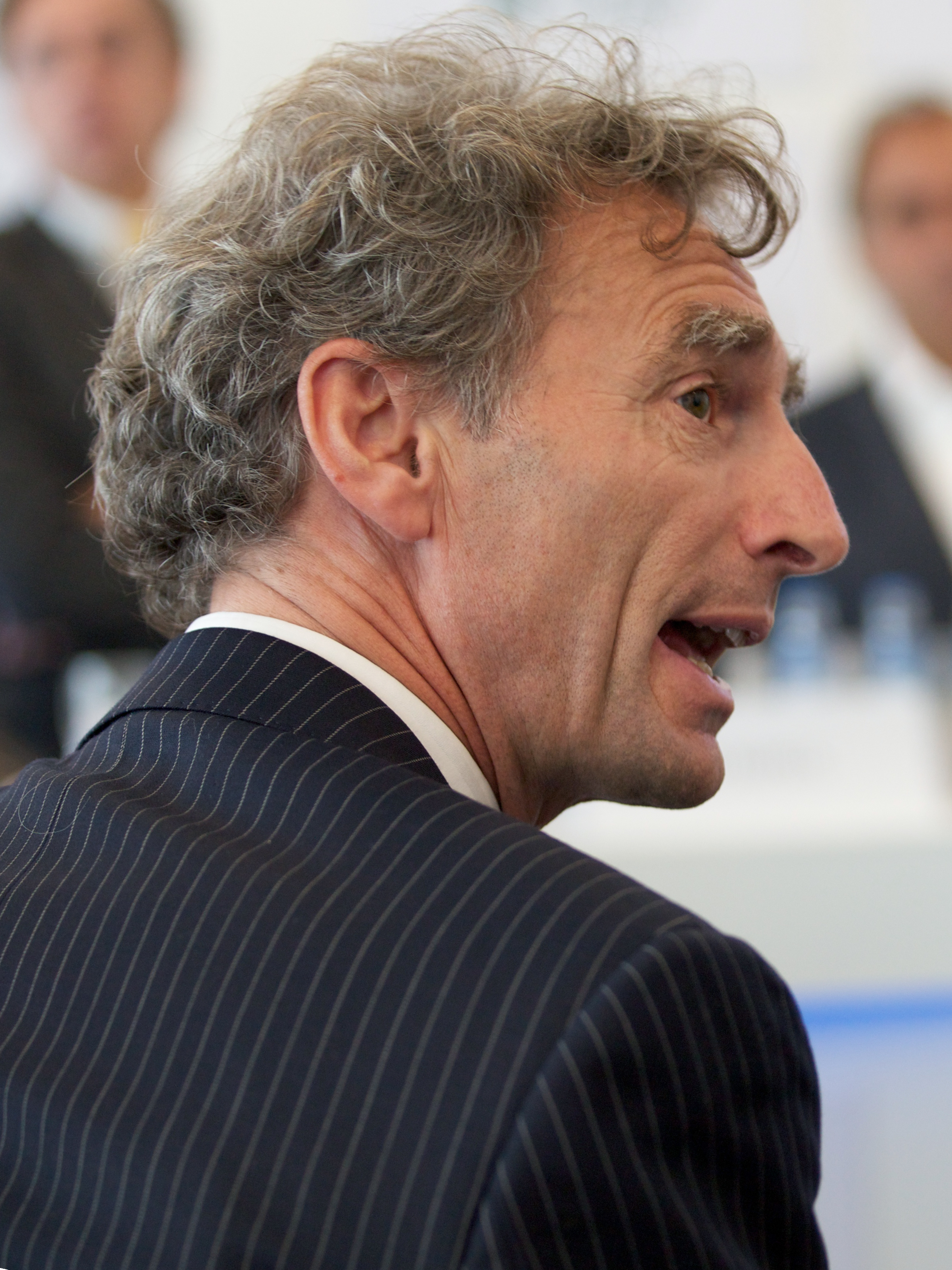
Paul Rosenmöller, gruppledare i Senaten.

- Paul Rosenmöller, född 11 maj 1956, är en före detta partiledare som sedan juni 2023 är gruppledare för partiet i senaten.
- Bas Eickhout, nederländsk EU-parlamentariker sedan 2009 för Gruppen De gröna/Europeiska fria alliansen.